# Direito penal militar no Brasil
O direito penal militar é aplicado no Brasil desde o tempo do Império, quando a família real veio para o Brasil e organizou o primeiro Tribunal que a Nação conheceu, o Supremo Conselho Militar e de Justiça, que posteriormente se transformou no Superior Tribunal Militar (STM), que atualmente tem sede em Brasília e jurisdição em todo o território nacional.
O vigente Código Penal Militar (CPM) data de 1969 e foi decretado durante a ditadura militar brasileira pela junta militar de 1969. O estatuto penal militar alcança os integrantes das Forças Armadas, Polícias Militares e Corpos de Bombeiros Militares, que devem obedecer e respeitar as regras militares.
Com o advento da Constituição Federal de 1988, novos estudiosos têm se dedicado ao direito penal militar, na busca de uma maior divulgação deste ramo especializado do direito, destacando-se entre eles, Jorge César de Assis, Adriano Alves-Marreiros, Guilherme Rocha, Ricardo Freitas, Ronaldo João Roth, Paulo Tadeu Rodrigues Rosa, Robson Coimbra, Lauro Escobar, James Magalhães, Leandro Antunes, que têm contribuindo para a construção de uma teoria do direito penal militar constitucional.

## Greve ou motim
No ordenamento jurídico do Brasil, as categorias militares não são abarcadas pelo direito de greve, pelo fato de portarem armas e o caso de parada dos serviços prejudicar a ordem pública e ao Estado Democrático de Direito de modo que interrupção das atividades de trabalho tecnicamente caracteriza motim conforme o artigo 142, inciso IV da Constituição brasileira e infraconstitucional no artigo 149 do Código Penal Militar brasileiro.